# CONCACAF-kampioenschap voetbal onder 17
Het CONCACAF-kampioenschap voetbal onder 17 is een tweejaarlijks voetbaltoernooi tussen Noord-Amerikaanse nationale mannenteams met spelers onder de 17 jaar. Tussen 1983 en 1988 werd dit toernooi gespeeld voor spelers onder de 16 jaar. Mexico is recordkampioen met 8 keer winst.

## Kwalificatie wereldkampioenschap
Dit toernooi diende vanaf 1985 als kwalificatietoernooi voor het Wereldkampioenschap voetbal onder 16, tegenwoordig onder de 17. Tussen 1999 en 2007 werd dit toernooi zelf zonder winnaar gespeeld, omdat het alleen als kwalificatie werd gebruikt. De twee groepswinnaars kwalificeerden zich dat jaar, maar zij speelden geen finale. De nummers 2 uit de groep speelden een play-off om te bepalen welk land als derde naar het wereldkampioenschap mocht.

## Historisch overzicht
| CONCACAF-kampioenschap voetbal onder 16 (1983–1988)                    |                    |                  |             |                    |                             |                             |                             |
| Jaar                                                                   | Gastland           | Winnaar          |             | Tweede             | Derde                       |                             | Vierde                      |
| 1983 Details                                                           | Trinidad en Tobago | Verenigde Staten | finalegroep | Trinidad en Tobago | Mexico                      | finalegroep                 | Honduras                    |
| 1985 Details                                                           | Mexico             | Mexico           | finalegroep | Costa Rica         | Canada                      | finalegroep                 | Honduras                    |
| 1987 Details                                                           | Honduras           | Mexico           | finalegroep | Verenigde Staten   | Costa Rica                  | finalegroep                 | Honduras                    |
| 1988 Details                                                           | Trinidad en Tobago | Cuba             | finalegroep | Verenigde Staten   | Canada                      | finalegroep                 | Trinidad en Tobago          |
| CONCACAF-kampioenschap voetbal onder 17 (1991–1996)                    |                    |                  |             |                    |                             |                             |                             |
| 1991 Details                                                           | Trinidad en Tobago | Mexico           | finalegroep | Verenigde Staten   | Cuba                        | finalegroep                 | Trinidad en Tobago          |
| 1992 Details                                                           | Cuba               | Verenigde Staten | finalegroep | Mexico             | Canada                      | finalegroep                 | Cuba                        |
| 1994 Details                                                           | El Salvador        | Costa Rica       | finalegroep | Verenigde Staten   | Canada                      | finalegroep                 | Mexico                      |
| 1996 Details                                                           | Trinidad en Tobago | Mexico           | finalegroep | Verenigde Staten   | Costa Rica                  | finalegroep                 | Canada                      |
| CONCACAF-kwalificatie wereldkampioenschap voetbal onder 17 (1999–2007) |                    |                  |             |                    |                             |                             |                             |
| Jaar                                                                   | Groep              | Gastlanden       |             | Winnaars           | Winnaar play-off            | Uitslag                     | Verliezer play-off          |
| 1999 Details                                                           | Groep A            | Jamaica          | groep       | Jamaica            | Verenigde Staten            | 10–1                        | El Salvador                 |
| 1999 Details                                                           | Groep B            | El Salvador      | groep       | Mexico             | Verenigde Staten            | 10–1                        | El Salvador                 |
| 2001 Details                                                           | Groep A            | Verenigde Staten | groep       | Verenigde Staten   | geen play-off               | geen play-off               | geen play-off               |
| 2001 Details                                                           | Groep B            | Honduras         | groep       | Costa Rica         | geen play-off               | geen play-off               | geen play-off               |
| 2003 Details                                                           | Groep A            | Guatemala        | groep       | Verenigde Staten   | Mexico                      | 7–0                         | Jamaica                     |
| 2003 Details                                                           | Groep B            | Canada           | groep       | Costa Rica         | Mexico                      | 7–0                         | Jamaica                     |
| 2005 Details                                                           | Groep A            | Costa Rica       | groep       | Verenigde Staten   | Costa Rica                  | 3–2                         | Honduras                    |
| 2005 Details                                                           | Groep B            | Mexico           | groep       | Mexico             | Costa Rica                  | 3–2                         | Honduras                    |
| 2007 Details                                                           | Groep A            | Honduras         | groep       | Haïti              | geen play-off               | geen play-off               | geen play-off               |
| 2007 Details                                                           | Groep B            | Jamaica          | groep       | Verenigde Staten   | geen play-off               | geen play-off               | geen play-off               |
| CONCACAF-kampioenschap voetbal onder 17 (2009–heden)                   |                    |                  |             |                    |                             |                             |                             |
| Jaar                                                                   | Gastland           | Finale           | Finale      | Finale             | Troostfinale                | Troostfinale                | Troostfinale                |
| Jaar                                                                   | Gastland           | Winnaar          | Uitslag     | Tweede             | Derde                       | Uitslag                     | Vierde                      |
| 2009 Details                                                           | Mexico             | Mexico           | X           | Verenigde Staten   | Honduras                    | X                           | Costa Rica                  |
| 2011 Details                                                           | Jamaica            | Verenigde Staten | 3–0         | Canada             | Panama                      | 1–0                         | Jamaica                     |
| 2013 Details                                                           | Panama             | Mexico           | 2–1         | Panama             | Canada                      | 2–2 p. 4–2                  | Honduras                    |
| 2015 Details                                                           | Honduras           | Mexico           | 3–0         | Honduras           | Costa Rica Verenigde Staten | Costa Rica Verenigde Staten | Costa Rica Verenigde Staten |
| 2017 Details                                                           | Panama             | Mexico           | 1–1 p. 5–4  | Verenigde Staten   | Honduras Costa Rica         | Honduras Costa Rica         | Honduras Costa Rica         |
| 2019 Details                                                           | Verenigde Staten   | Mexico           | 2–1         | Verenigde Staten   | Canada Haïti                | Canada Haïti                | Canada Haïti                |
| 2021                                                                   | X                  | Gecanceld        | Gecanceld   | Gecanceld          | Gecanceld                   | Gecanceld                   | Gecanceld                   |
| 2023 Details                                                           | Guatemala          | Mexico           | 3–1         | Verenigde Staten   | Panama Canada               | Panama Canada               | Panama Canada               |

1. ↑  Hier is het totaal van twee wedstrijden te zien.
2. ↑  Vanwege de Mexicaanse griep werd het toernooi stilgelegd, de groepswinnaars en nummers 2 worden hier getoond.
3. ↑  Vanaf 2015 werd er geen troostfinale meer gespeeld, de halvefinalisten zijn vanaf dat moment afgebeeld.
4. ↑  Het toernooi in 2021 ging niet door vanwege de coronapandemie. Er was (nog) geen gastland aangewezen.

## Ranglijst
Bijgewerkt tot en met het toernooi van 2023
| Rang | Land               |                      |                    |  |
| Rang | Land               | Aantal keer kampioen | Aantal keer tweede |  |
| 1    | Mexico             | 9                    | 1                  |  |
| 2    | Verenigde Staten   | 3                    | 8                  |  |
| 3    | Costa Rica         | 1                    | 1                  |  |
| 4    | Cuba               | 1                    | 0                  |  |
| 5    | Trinidad en Tobago | 0                    | 1                  |  |
| 6    | Canada             | 0                    | 1                  |  |
| 7    | Panama             | 0                    | 1                  |  |
| 8    | Honduras           | 0                    | 1                  |  |